# 奧澤里亞尼 (盧茨克區)
50°34′22″N 25°13′37″E / 50.57278°N 25.22694°E
奧澤里亞尼（烏克蘭語：Озеряни），是烏克蘭的村落，位於該國西部沃倫州，由盧茨克區負責管轄，始建於1946年，面積1.01平方公里，海拔高度211米，2001年人口286，人口密度每平方公里283.17人。